# Mollem
Mollem is een deelgemeente van Asse gelegen in de provincie Vlaams-Brabant en het arrondissement Halle-Vilvoorde. Het dorp ligt in het noorden van de Brabantse Zandleemstreek ten noordoosten van de Cuesta van Asse. Traditioneel was Mollem een landbouwgemeente met akkerbouw op de hoogten en weiland in de diepten. Vanaf de jaren 1970 kwam er een industrieterrein. Bollebeek was vanaf 1810 een deel van Mollem. Mollem was een zelfstandige gemeente tot aan de gemeentelijke herindeling van 1 januari 1977.

## Toponymie
In de periode 1170-1180 was Mollem bekend als Mulnehem. Dit toponiem is op haar beurt afgeleid van het Frankische "Mulinheim". Andere historische vermeldingen zijn: Molinhem, Molheim en Molhem (19e eeuw). De naam is samengesteld uit de Oudnederlandse woorden mulin (molen) en heem. Het toponiem kan dan ook vertaald worden als "woonplaats bij de molen". Dit refereert (vermoedelijk) naar de watermolen van Neerkam.
Het dorp is ontstaan uit een aantal Frankische hoven, met name Ichelgem, Velm, en Vrijlegem, waarvan de namen nog steeds als straatnamen of gehucht voorkomen.
De naam Vrijlegem is afgeleid van het Germaanse Frilingahaim, de naam van de Frankische nederzetting. Deze naam betekent: huis (haim) van de clan (inga, letterlijk "behorende tot of komende van/bij") van Frilo. Frilo was een Frankische voornaam, in oudere vorm "Frigilo", uit te spreken als "Fri-jilo". Het is een vleinaam gevormd uit het woord "frio" wat vrijgelatene betekent, van "frija", wat "vrij" betekent. De naam komt ook voor in een straatnaam in Harelbeke.
Het toponiem Velm (in 1442 nog Vellem) is vermoedelijk afkomstig van de Germaanse woorden "fel" (vaal) en "haim".
Ichelgem (dat aan de andere kant van de gemeentegrens met Merchtem "(H)Ukkelgem" of "(H)Uggelghem" genoemd wordt) ten slotte is waarschijnlijk afgeleid van Hucklenghem, dat op zijn beurt afkomstig is van het Frankische Hukelingaheim. Hierin kunnen de Germaanse woordstammen "inga" en "haim" in herkend worden.
Een aantal beeldrijke straten: Beneden Vrijlegem, Boven Vrijlegem, Ceuppensrij, Drielindenbaan, Ichelgemstraat, Kezeweide, Kasteelstraat, Schermershoek, Sleewagen, Velm en Voorstehoeve.

## Bezienswaardigheden
- De Sint-Stefanuskerk is een beschermde classicistische kerk, gewijd aan Sint-Stefanus, werd gebouwd in de periode 1754-1758 door de abdij van Affligem en is opgetrokken in barokstijl, met een deuromlijsting in rococostijl. De kerk werd ingezegend op 28 juni 1760 door aartspriester De Bruyne van de dekenij Aalst en plechtig ingewijd op 16 juni 1776 door aartsbisschop Joannes Henricus van Frankenberg die het hoogaltaar wijdde. Op 25 oktober 1950 werd het gebouw erkend als monument.
- Het orgel van de Sint-Stefanuskerk is geklasseerd en dateert van het midden van de 17e eeuw en werd aangekocht van de kerk van Neerlinter. Naar de constructie te oordelen werd het gebouwd door Jan Bremser uit Mechelen. In 1759 werd het verbouwd door E. Le Blas uit Brussel en in het begin van de 19e eeuw gerestaureerd door Charles Verbeke. In 1963 kreeg het nog een onderhoudsbeurt, vermoedelijk door Stevens uit Duffel.
- Het klooster van Mollem was een gerenommeerde meisjesschool. Het werd opgericht in 1834 door de toenmalige pastoor Jacobs, die beroep deed op de Zusters Ursulinen van Tildonk om onderricht te geven aan de kinderen van zijn parochie en omgeving. Na het vertrek van de Zusters Ursulinen in 1968 werd het klooster verkocht aan de Zusters van de Heilige Vincentius a Paulo van Opwijk. De leefbaarheid van het klooster en de school kwam reeds enige tijd in het gedrang. De Zusters van Opwijk hebben na korte tijd Mollem verlaten. In 1969 werd het klooster afgebroken en werden op het domein nieuwe woningen opgericht.
- De Ichelgemmolen
- Het Herdenkingsmonument Beneden Vrijlegem
- Op het kerkhof liggen gesneuvelden van de Eerste en de Tweede Wereldoorlog.

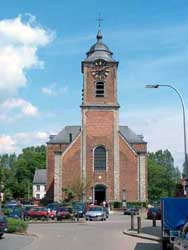
De Sint-Stefanuskerk
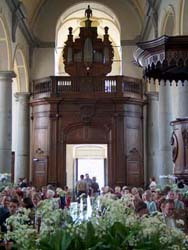
Het orgel
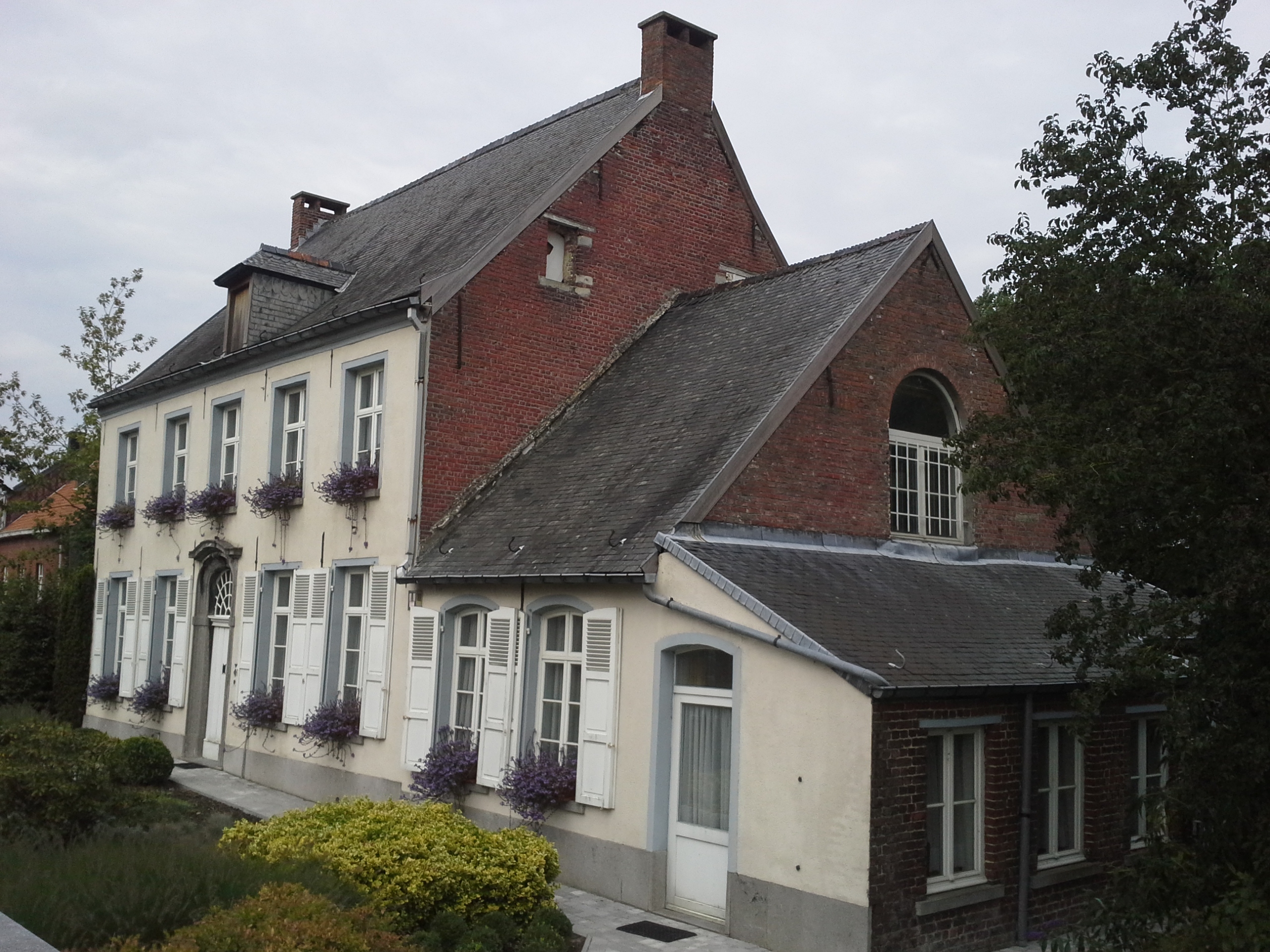
Pastorij Mollem
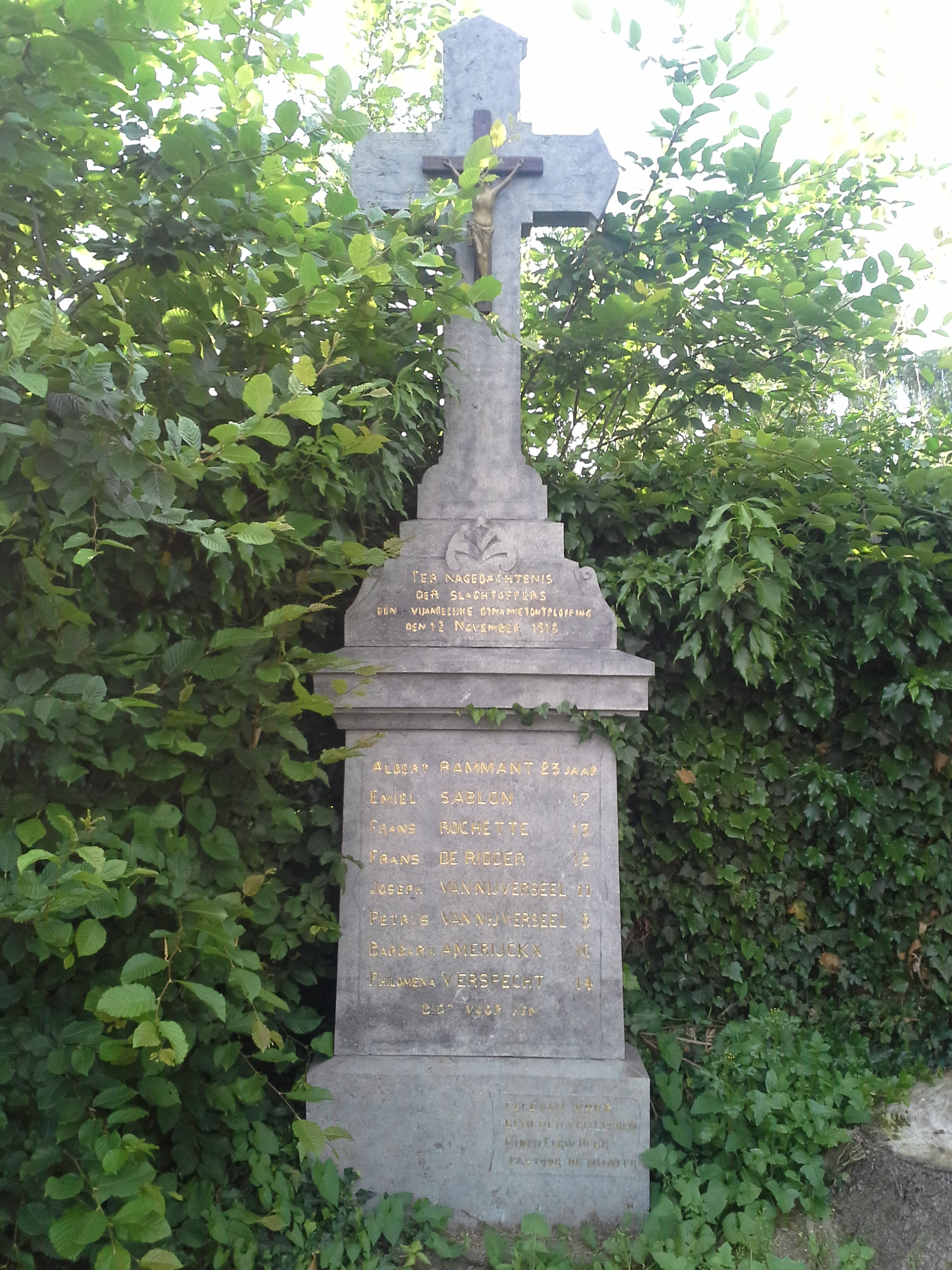
Gedenkteken Beneden Vrijlegem
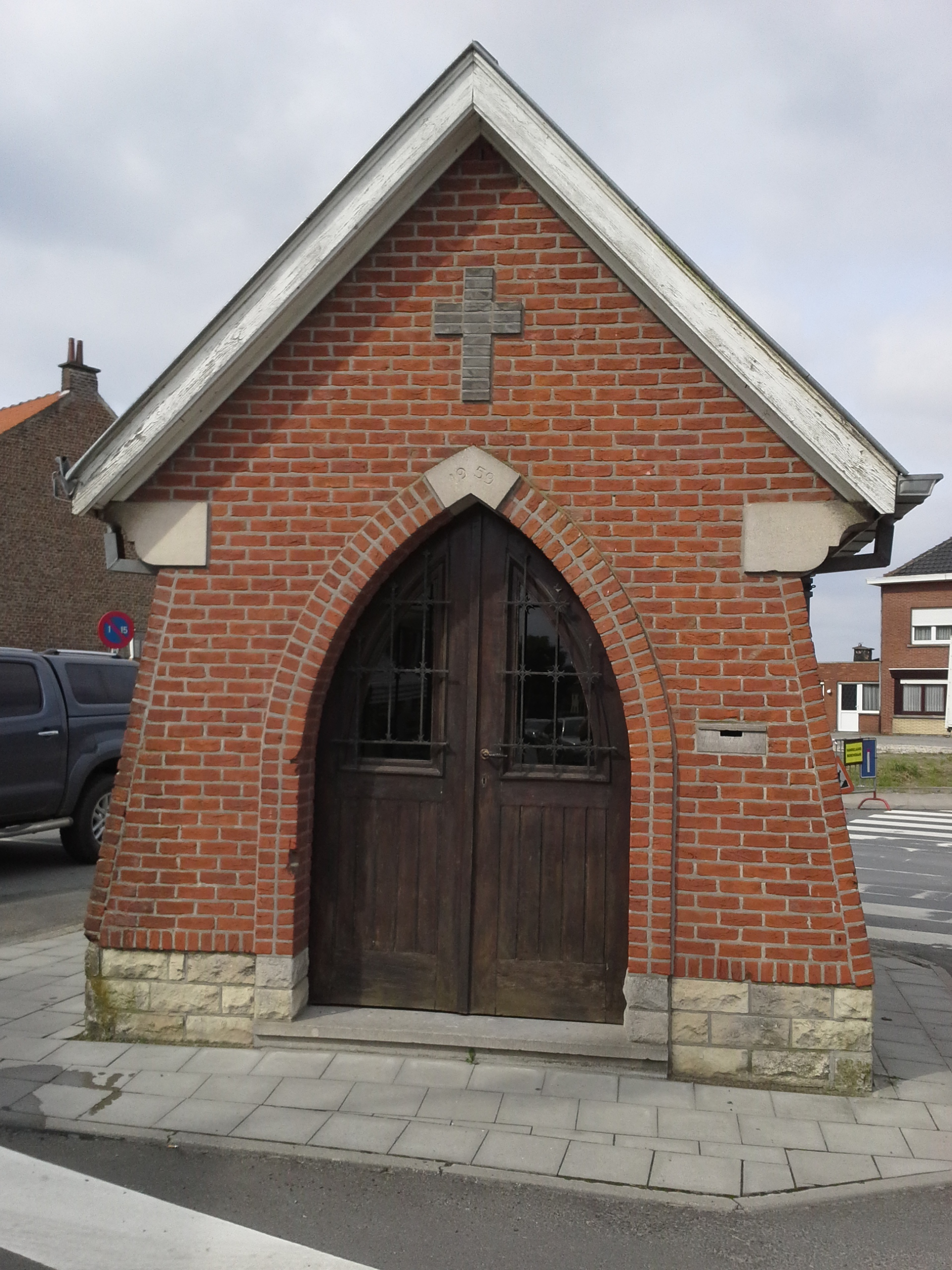
Sint-Jozefkapel
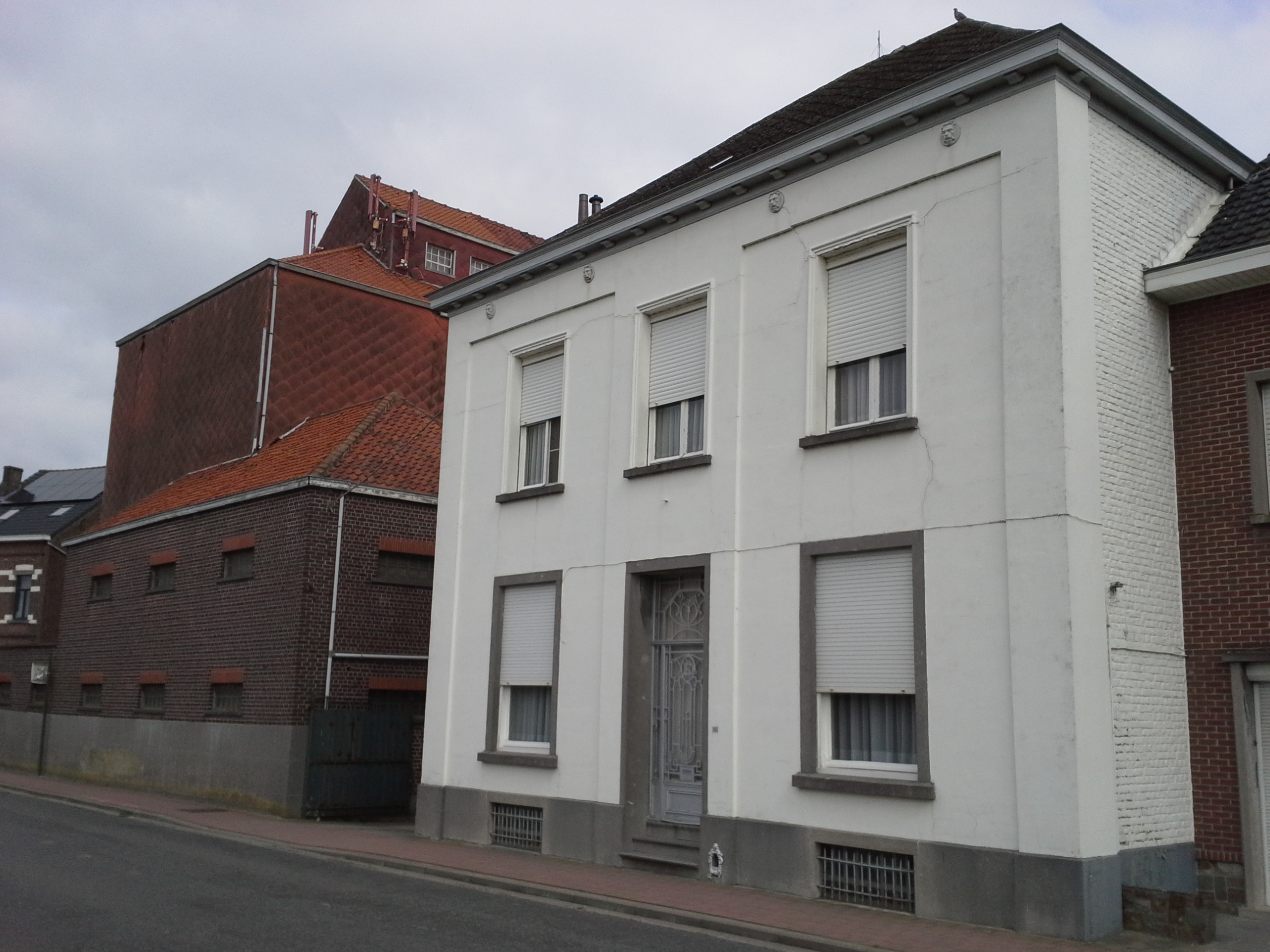
Brouwerswoning en brouwerij
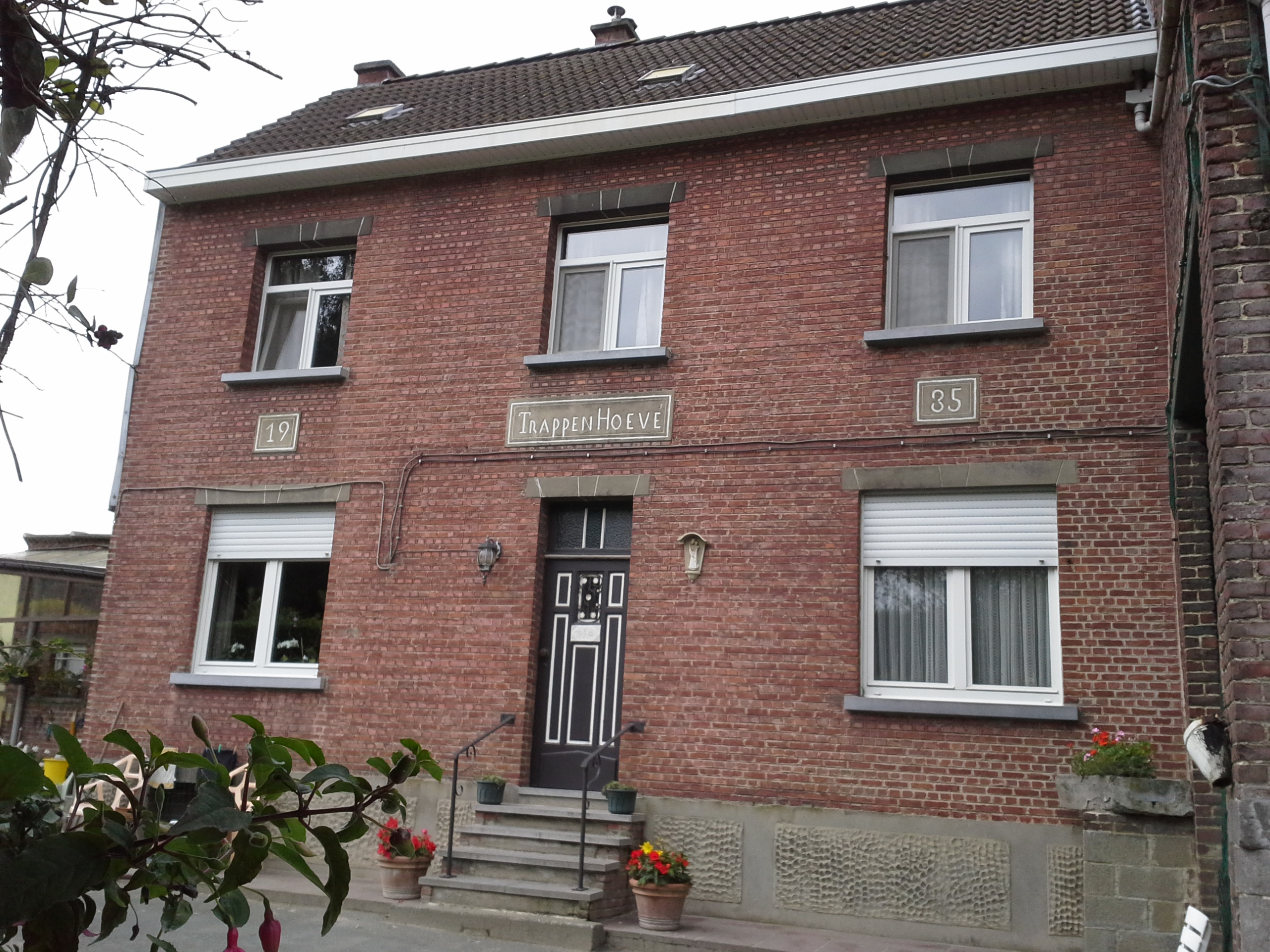
Trappenhoeve met molen van Ichelgem

## Natuur en landschap
Mollem ligt in een heuvelachtig landschap waarvan de hoogte varieert tussen 27 en 70 meter. Het hoogste punt is de Steenberg. Hier, aan de Mollemstraat, bevindt zich een oriëntatietafel. Vanaf de tafel is er een weids uitzicht over de omgeving. Op heldere dagen is zelfs de kerncentrale van Doel zichtbaar. Mollem ligt aan de Grote Molenbeek.

## Burgemeesters
- Petrus Cornelius Vanderasselt (7 mei 1790 - 29 augustus 1854)[7]

## Geografie
Naast Mollem zelf is er nog een andere woonkern, namelijk het gehucht Bollebeek (dat tot 1810 een zelfstandige gemeente was). De oppervlakte van de gemeente bedraagt 668 ha. Tot de gemeentefusie van 1977 behoorde Bollebeek bij de gemeente Mollem. Mollem fusioneerde in 1977 met Asse.

## Demografie
In 2003 woonden er ongeveer 2000 inwoners. De laatste jaren zijn er veel jonge gezinnen bij gekomen, alsook twee nieuwe wijken. De nabijheid van de steden Aalst, Brussel en Dendermonde (op ongeveer 15 km) en de aanwezigheid van een treinhalte maken dat er veel forensen in het dorp woonachtig zijn.

### Demografische ontwikkeling
- Bronnen:NIS, Opm:1831 tot en met 1970=volkstellingen

## Sint-Stefanusparochie
De parochie Mollem, die de gemeentegrenzen overschrijdt, telt ongeveer 2500 parochianen en is toegewijd aan Sint-Stefanus die als eerste martelaar stierf. De parochie werd waarschijnlijk tussen de 6e en de 8e eeuw gesticht toen West-Brabant gekerstend werd door Kamerijkse bisschoppen. Het feest van Sint-Stefanus wordt gevierd op 26 december.
In Mollem wordt ook Amelberga van Temse vereerd, oorspronkelijk in een kapel in de omgeving van de kerk. Door een twist tussen de kerkraad en de eigenaars werd de kapel afgebroken. Het 17e-eeuwse heiligenbeeld, het hekwerk, het kruisbeeldje en de steen waarin het jaartal van de bouw van de kapel en de naam van de heilige gehouwen zijn werden naar de kerk overgebracht. De viering van H. Amelberga heeft plaats op 10 juli. Ze wordt aangeroepen tegen zweren, gezwellen en andere ontstekingen.

## Vrijetijdsbesteding
In Mollem zijn er verschillende accommodaties die voorzien in activiteiten voor tijdens de vrije tijd. De voetballer kan terecht bij S.A. JUVE MOLLEM VW op de synthetische voetbalvelden in sportcomplex De Kareel. Ook Tip-Top Fitness biedt mogelijkheid tot sporten met onder andere kinderdans, fitness en zumba. Op zondagnamiddag staan er dan weer heel wat activiteiten gepland op de terreinen van Scouts Kramaai Mollem. Zij organiseren jaarlijks ook een fuif met The White & Grey (K)night tijdens het middelste weekend van de paasvakantie. Verder kan ook de natuurmens terecht in deze Assesse deelgemeente met onder andere het Speelbos in het centrum en Kartelobos aan de rand van het dorp.

## Mobiliteit
Aan de treinhalte van Mollem, gelegen aan de spoorlijn Brussel – Dendermonde, stopt elk halfuur een trein. Daarnaast liggen zowel de E40, als de A12 en de Brusselse ring in de directe omgeving van het dorp.

## Economie
In Mollem wordt er vooral aan landbouw en veeteelt gedaan. Daarnaast zijn er nog een aantal groothandelszaken. Verder was er tot in de jaren 1990 een artisanale steenbakkerij, waar bakstenen in veldovens gebakken werden en een vliegveld voor modelvliegtuigen. Ten slotte kan men in het dorp ook terecht voor hoevetoerisme. In vroegere tijden stond Mollem bekend voor de hop die er gekweekt werd.

## Oude straatnamen
Verscheidene straten hebben nu een andere naam dan vroeger.
| Straat                | Oude naam (kadaster, 19e eeuw)  | Ferraris (1777)        |
| --------------------- | ------------------------------- | ---------------------- |
| Assesteenweg          | Weg van Assche naer Bollebeek   |                        |
| Boven Vrijlegem       | Vryleghem                       | Vereyligem Vereylighem |
| Ceuppensrij           | Vryleghem                       | Vereyligem Vereylighem |
| Beneden Vrijlegem     | Vryleghem                       | Vereyligem Vereylighem |
| Fort                  | Straet van Merchtem naer Assche |                        |
| Ichelgemstraat        |                                 | Igelghem               |
| Sleewagen Sleeuwhagen | Sleuwagen                       | Slchaegen              |
| Velm                  | Weg van Molhem naer Bollebeek   |                        |

Op de Ferrariskaarten (1777) is er slechts melding van drie gehuchten: Igelghem, Vereyligem (Vereylighem) en Slchaegen.

## Nabijgelegen kernen
Bollebeek, Krokegem, Merchtem, Brussegem